# Margit Vinge
Margit Selma Clasine Vinge (i riksdagen kallad Vinge i Nacka), född den 28 april 1903 i Skövde, död 17 november 1990 i Nacka, var en svensk byråkrat och politiker (folkpartist).
Margit Vinge blev filosofie magister vid Lunds universitet 1927 och verkade därefter vid Statistiska centralbyrån 1929–1968, från 1965 som avdelningsdirektör. 
Hon var riksdagsledamot i andra kammaren för Stockholms läns valkrets 1949–1960. I riksdagen var hon bland annat suppleant i statsutskottet 1953–1960 och ledamot i allmänna beredningsutskottet för andra kammaren 1952. Hon engagerade sig inte minst i skol- och kulturfrågor.
Margit Vinge är begravd på Limhamns kyrkogård i Malmö.